# کوه حجر شرقی

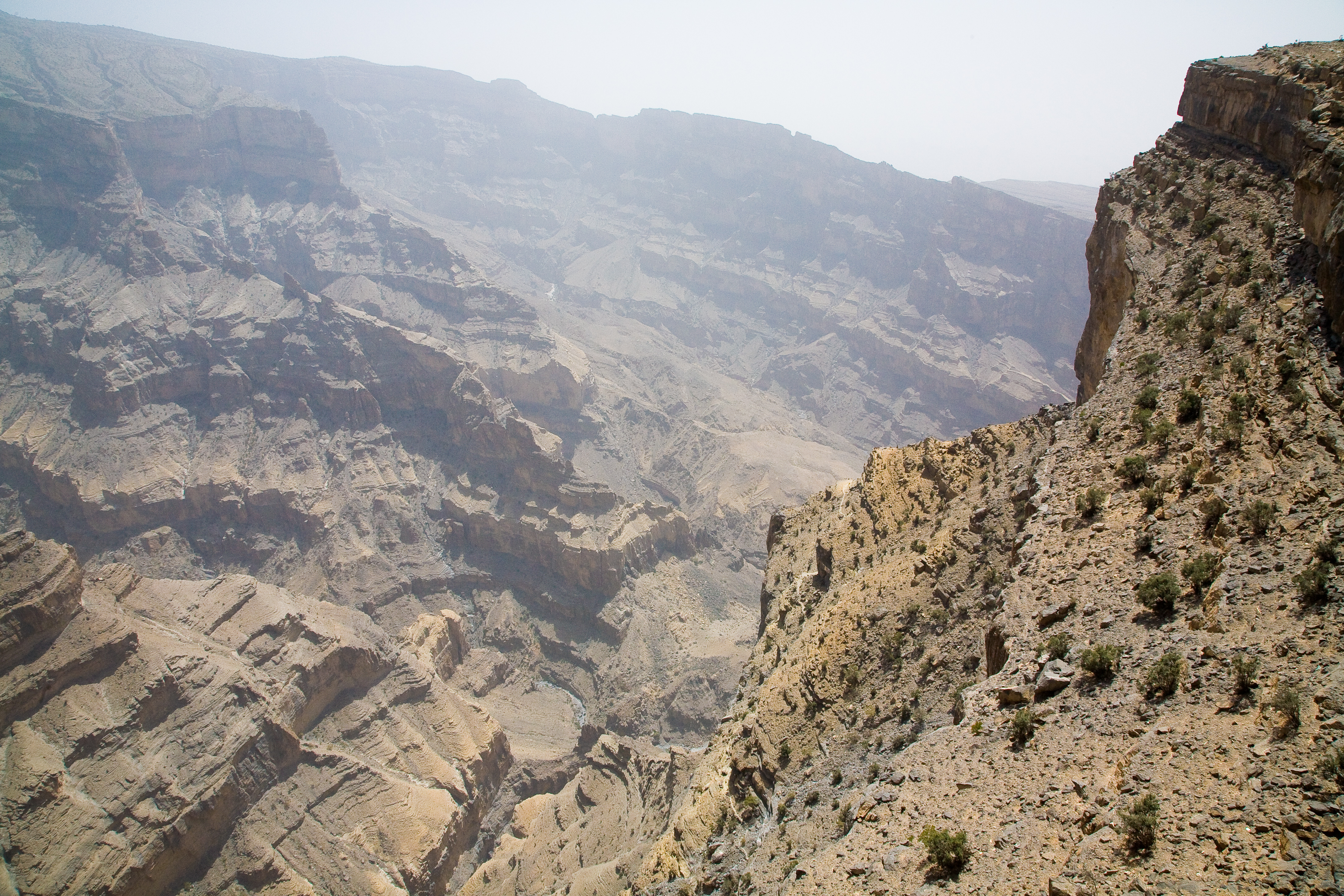
کوه حجر شرقی

کوه حجر شرقی در کشور عمان واقع شده‌است. در پایه این رشته کوه بسیاری از روستاهای آباد و شهرهای پرجمعیت واقع شده‌‌اند.